# 642 هـ
642 هـ هي سنة في التقويم الهجري امتدت مُقابلةً في التقويم الميلادي بين سنتي 1244 و1245.

## مواليد
- ابن الفوطي

## وفيات
- ابن أبي الدم
- العلم السخاوي
- المظفر محمود بن محمد
- الرفيع الجيلي.

- أبو الحجاج الأقصري، صوفي مصري، له مسجد معروف بمدينة الأقصر حيث توفي ودفن.